# Leuther Mühle
Die Leuther Mühle ist eine Wassermühle mit unterschlächtigem Mühlrad östlich von Nettetal-Leuth (Kreis Viersen, Nordrhein-Westfalen).
Sie liegt an der Nette, die dort eine Höhe von ca. 40 m über NN hat, zwischen De Wittsee und Schrolicksee.

## Geschichte
Im 16. Jahrhundert gehörte die Leuther Mühle der Familie von Holthausen. Deren Rechtsnachfolger von Ketzgen auf Haus Clee in Burgwaldniel verpfändete die Mühle später mehrfach. Um 1800 gehörte die Mühle dem Grafen Schaesberg. Zwischen den genannten Familien bestanden enge verwandtschaftliche Beziehungen. Bis 1932 wurde Öl aus Leinsamen erzeugt, bis 1966 wurde Getreide gemahlen. Nach der Schließung blieben das Gebäude und die Mühleneinrichtung weitgehend erhalten. Die Leuther Mühle gilt als einzige Mühle an der Nette, die draußen noch ein intaktes Wasserrad hat und innen funktionstüchtige Mahlgänge und einen Kollergang.
1969 kaufte ein niederländischer Hotelier die Mühle, 1981 eine Leuther Familie. Letztere betrieb ein Restaurant und ein Hotel. Im Januar 2014 meldete das Unternehmen Insolvenz an. Seit 2017 wird die Leuther Mühle als Seminarhaus betrieben.

## Galerie

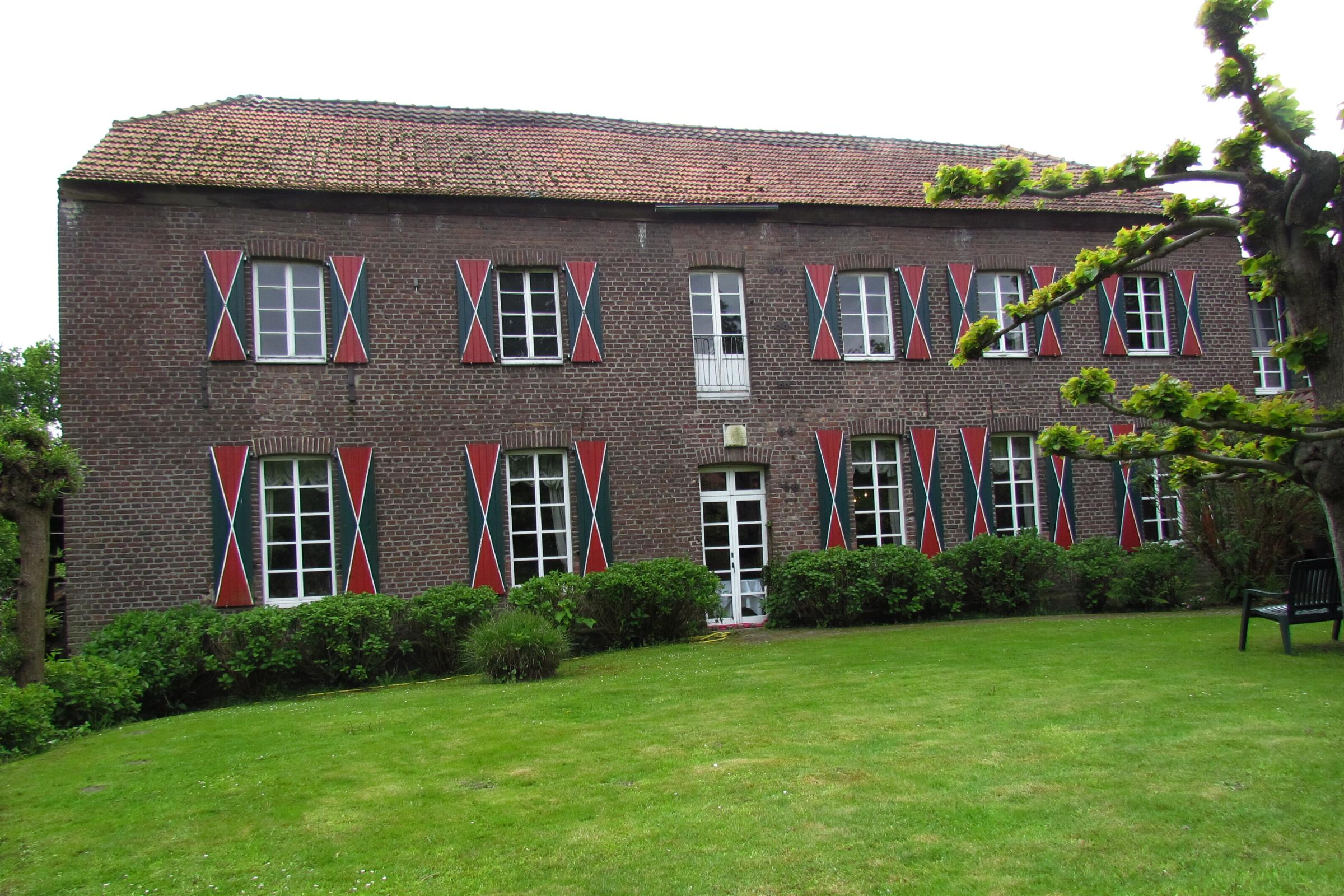
Gartenseite des Mühlengebäudes
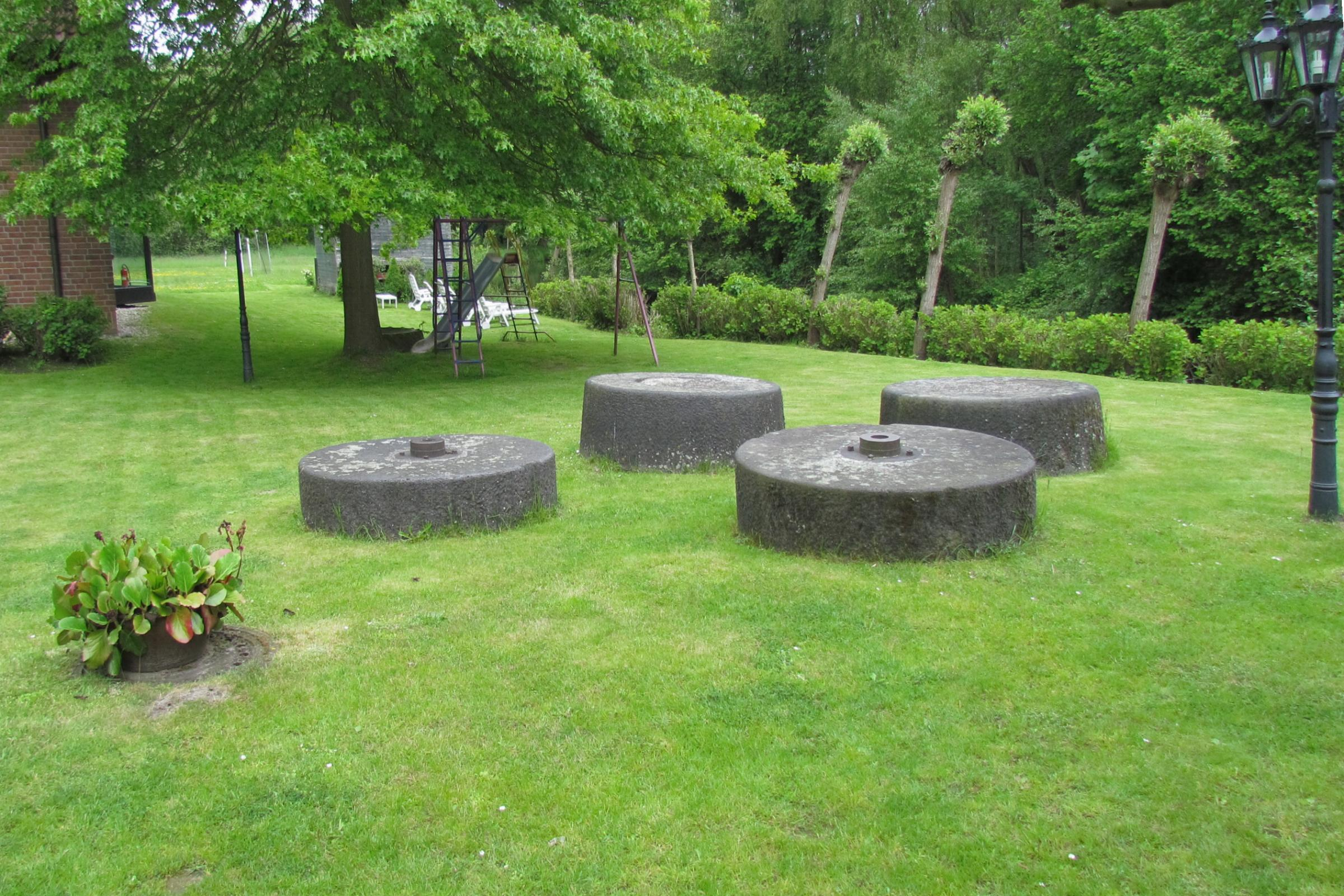
Mühlsteine eines Kollergangs
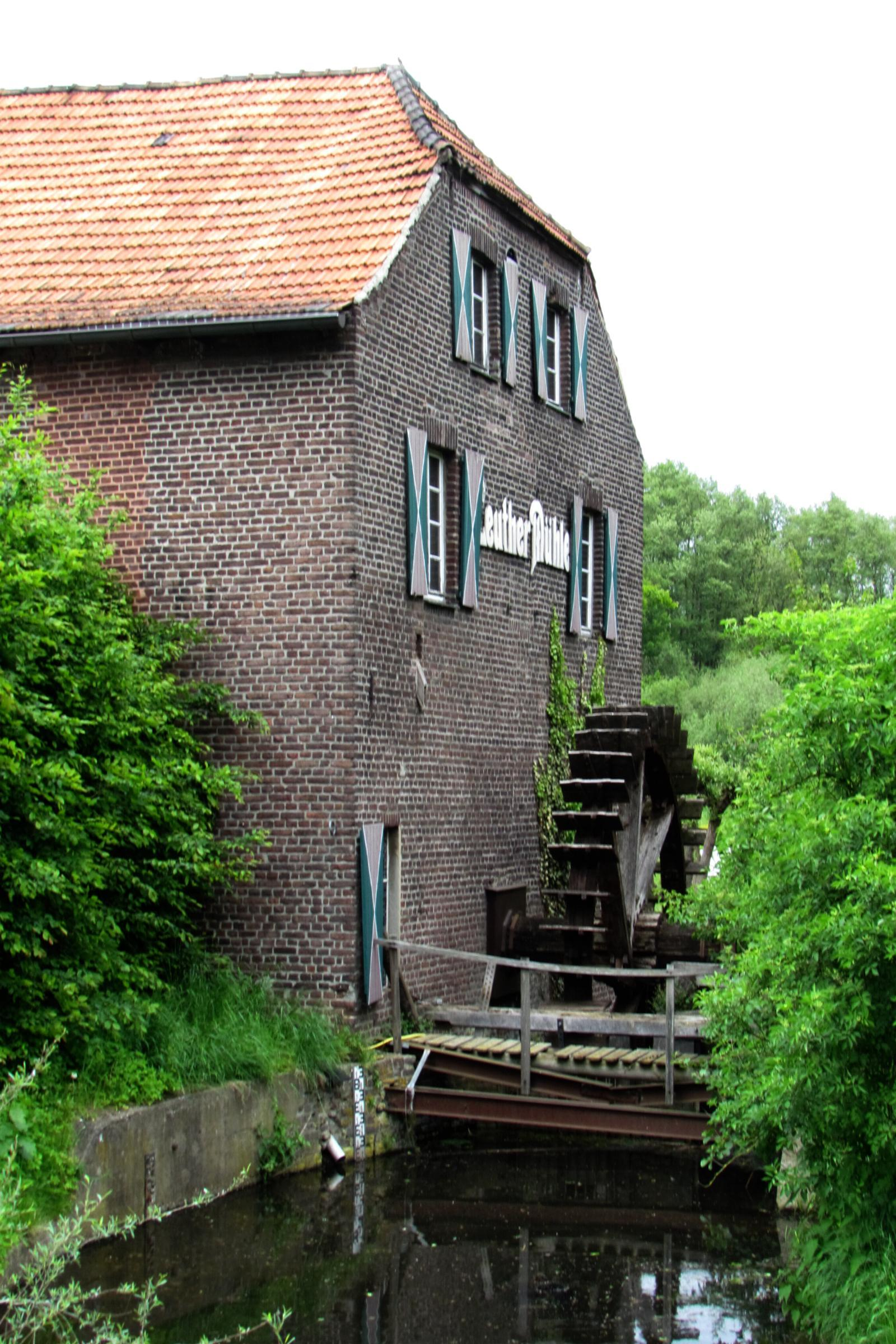
Das Wasserrad der Leuther Mühle
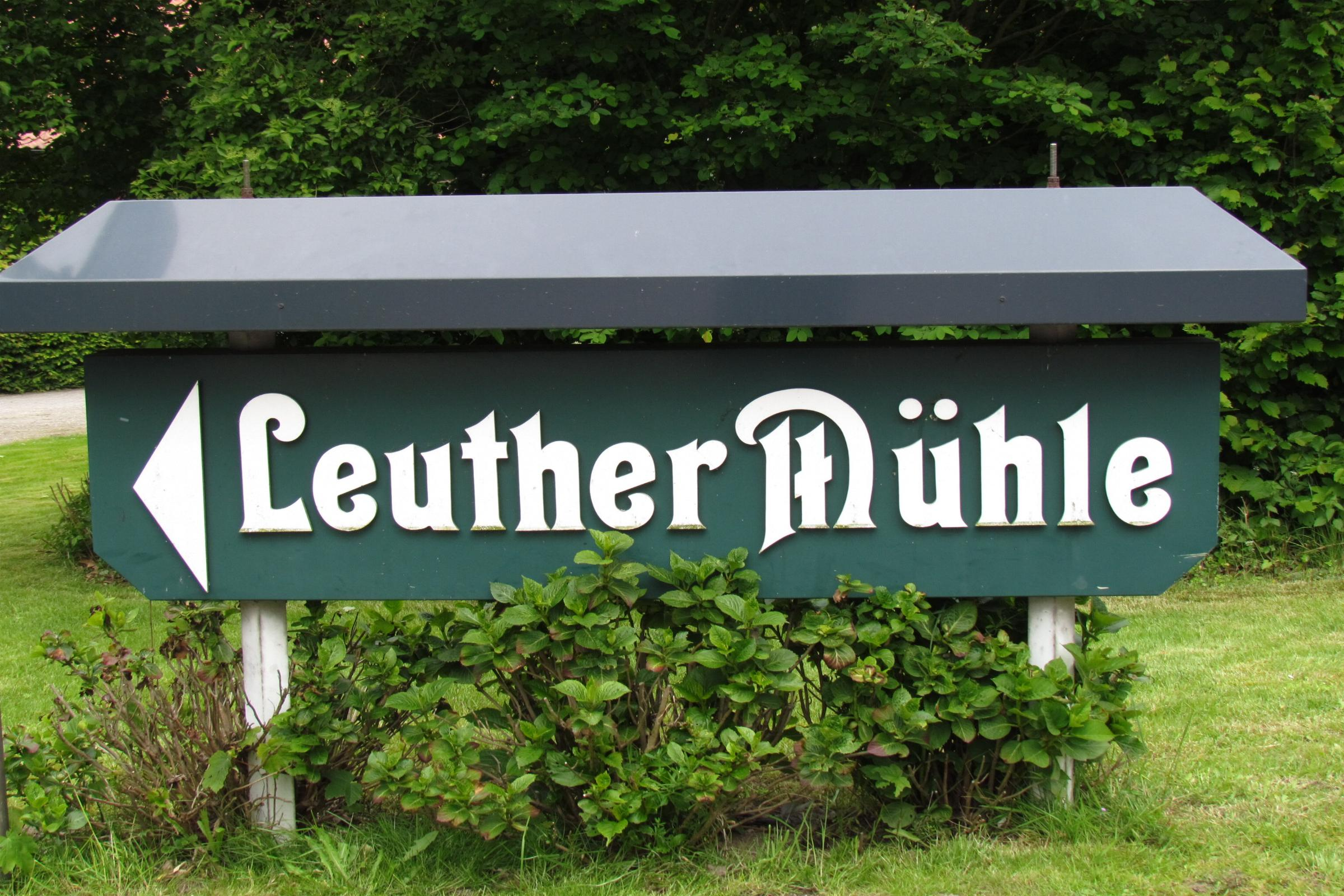
Hinweisschild zur Leuther Mühle
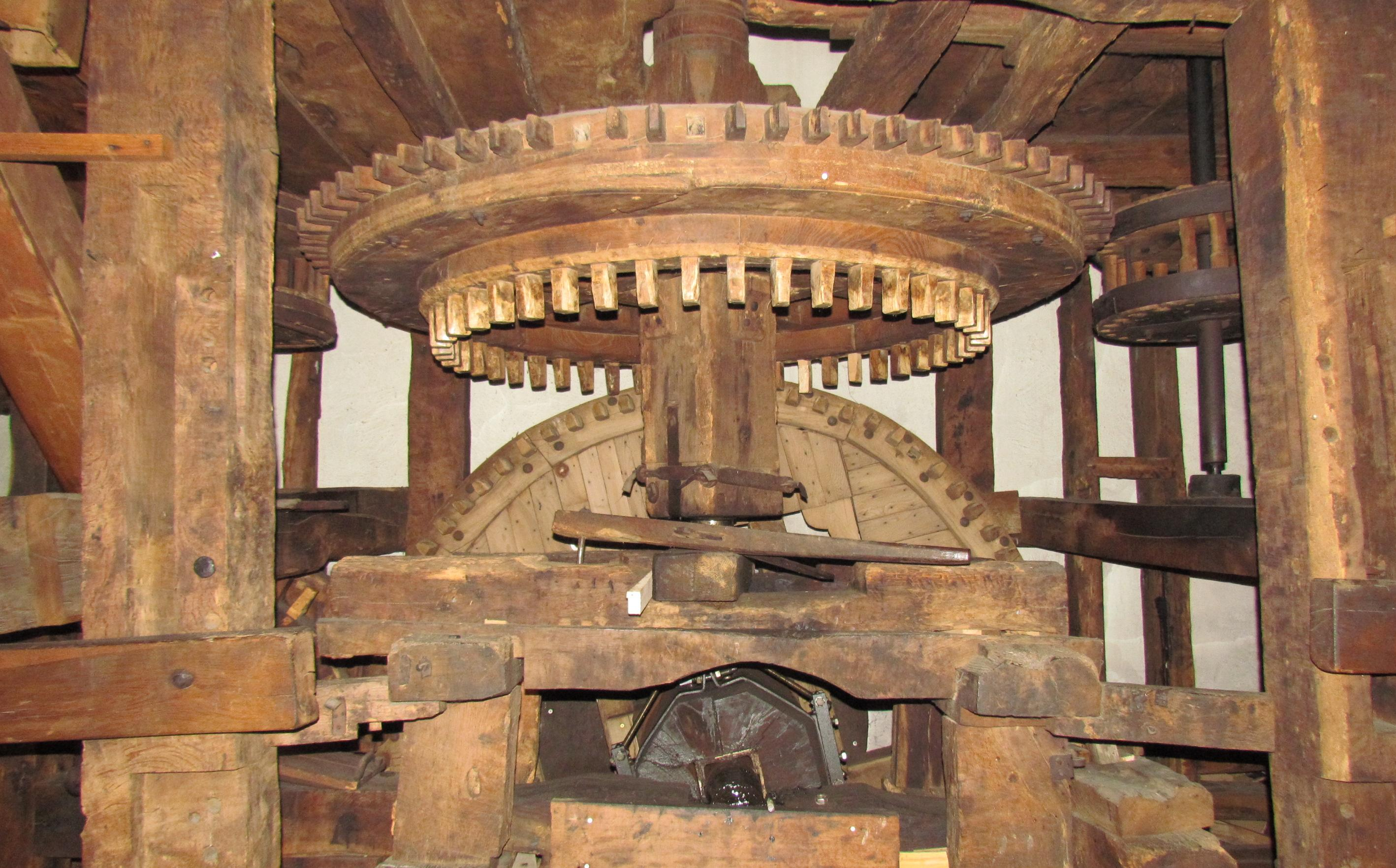
Das Königsrad der Leuther Mühle
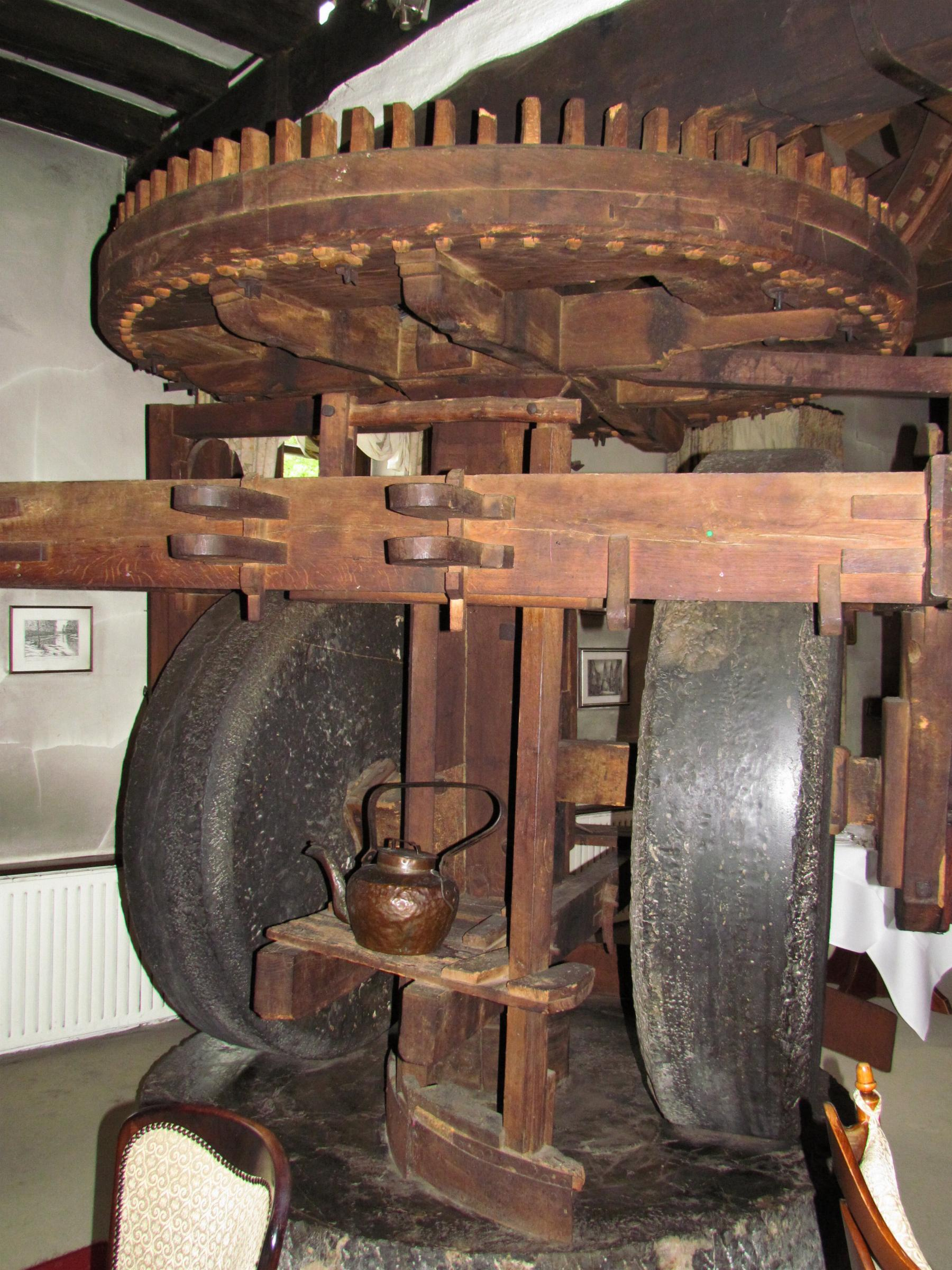
Ein Kollergang im Wirtshaus
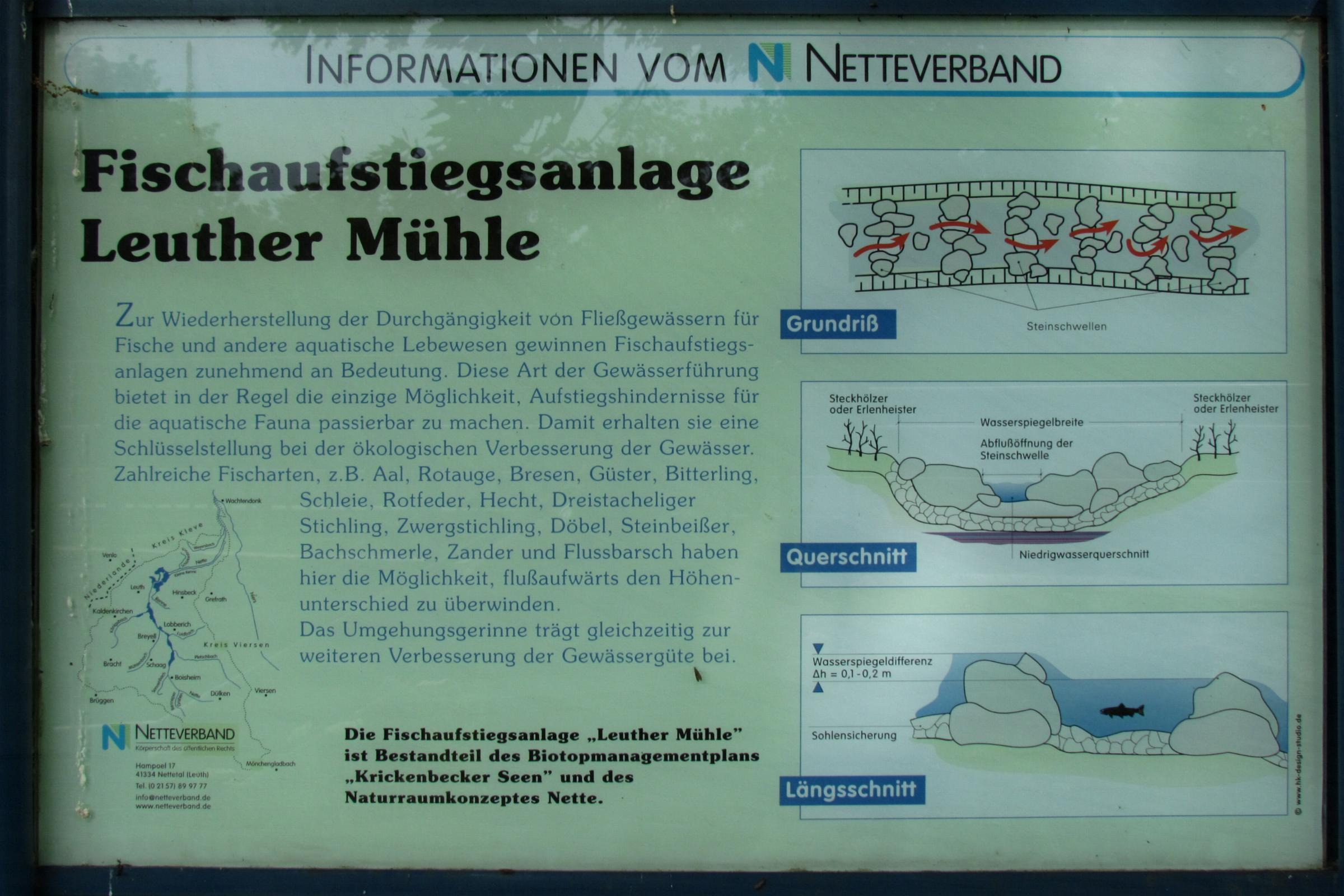
Hinweis zur Fischaufstiegsanlage
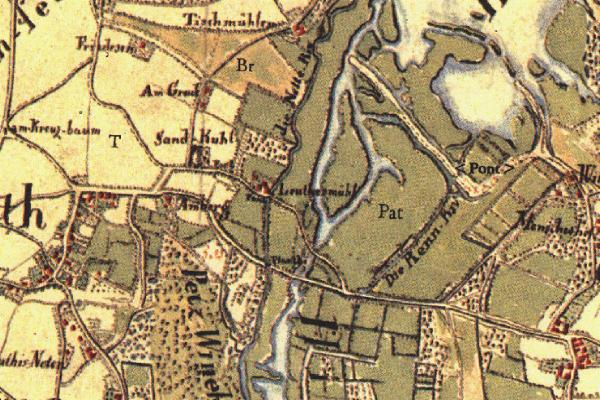
Tranchotkarte Nr. 34 1802/04

## Denkmaleintrag
Die Leuther Mühle ist ein mit „1738“ bezeichnetes zweigeschossiges Backsteingebäude mit Nebenbauten. Das alte Mahlwerk ist vollständig erhalten.
Denkmalliste Nettetal Nr. 10, Eintrag: 1. Oktober 1982